# アウトバーン 2 (スイス)
アウトバーン 2（ドイツ語: Autobahn A2、フランス語: Autoroute A2、イタリア語: Autostrada A2；略して単にA2）はスイスの高速道路の一路線である。

## 概要
北から南まで全国を斜めに縦断する最も重要な幹線道路の一つであり、北ヨーロッパと南ヨーロッパの最も重要な連絡路の一つでもある。北西のドイツ国境、バーゼル付近から南東のイタリア国境、キャッソ付近まで、295 kmの路線を持つ主要道路。
ヴァイル・アム・ライン/クラインヒューニンゲン出入国審査検問所でドイツのアウトバーン 5の延長線として始まる。スイス第3の都市バーゼルを経由してから南東にルツェルン方面に走る。ルツェルンを経由し、ゴットハルト・マシフに向かう。同マシフを貫通する約17 kmの長さを誇るゴットハルト・トンネルを走り、ティチーノ州に入り、同州の州都ベッリンツォーナおよび最大都市ルガーノを通り過ぎ、キャッソ/コーモ出入国審査検問所で終点を置き、イタリアのアウトストラーダ A9となる。
ティチーノ州の他にバーゼル＝シュタット準州、バーゼル＝ラント準州、ゾロトゥルン州、アールガウ州、ルツェルン州、ニトヴァルデン準州およびウーリ州を通る。
A2はその行程にスイスの他の主要アウトバーンと交差し、もしくはA2から分岐するアウトバーンが多い。その中からスイスの最も重要な東西横断道路のA1（ジュネーブ－ザンクト・ガレン線）がある。

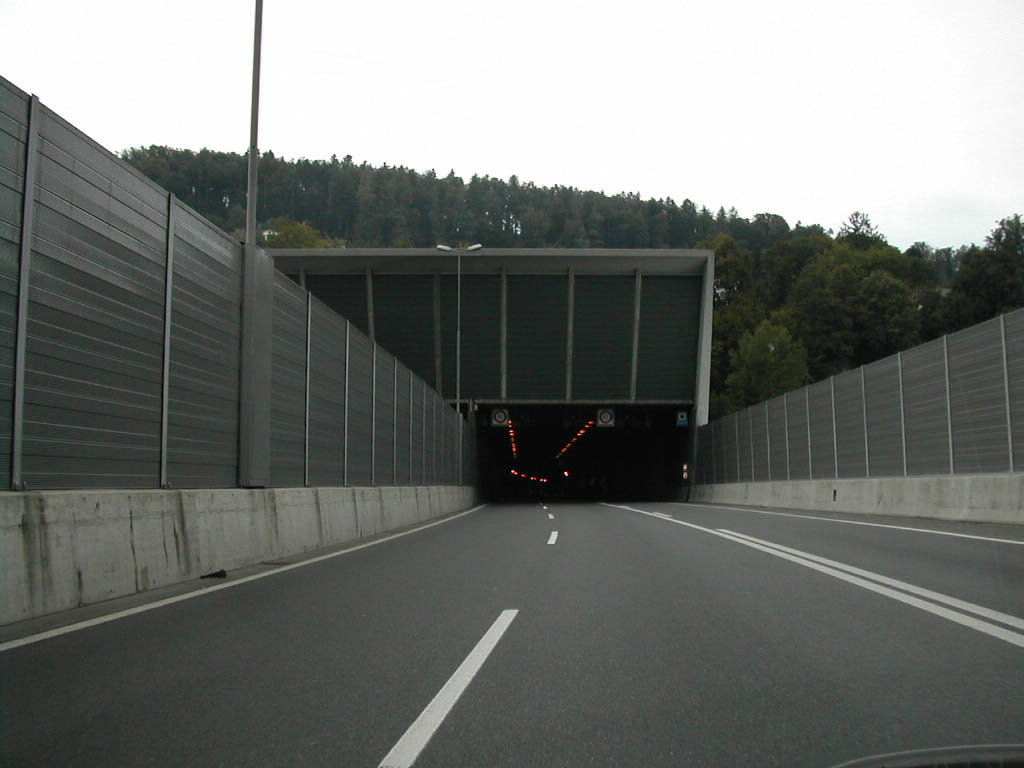
ルツェルン付近
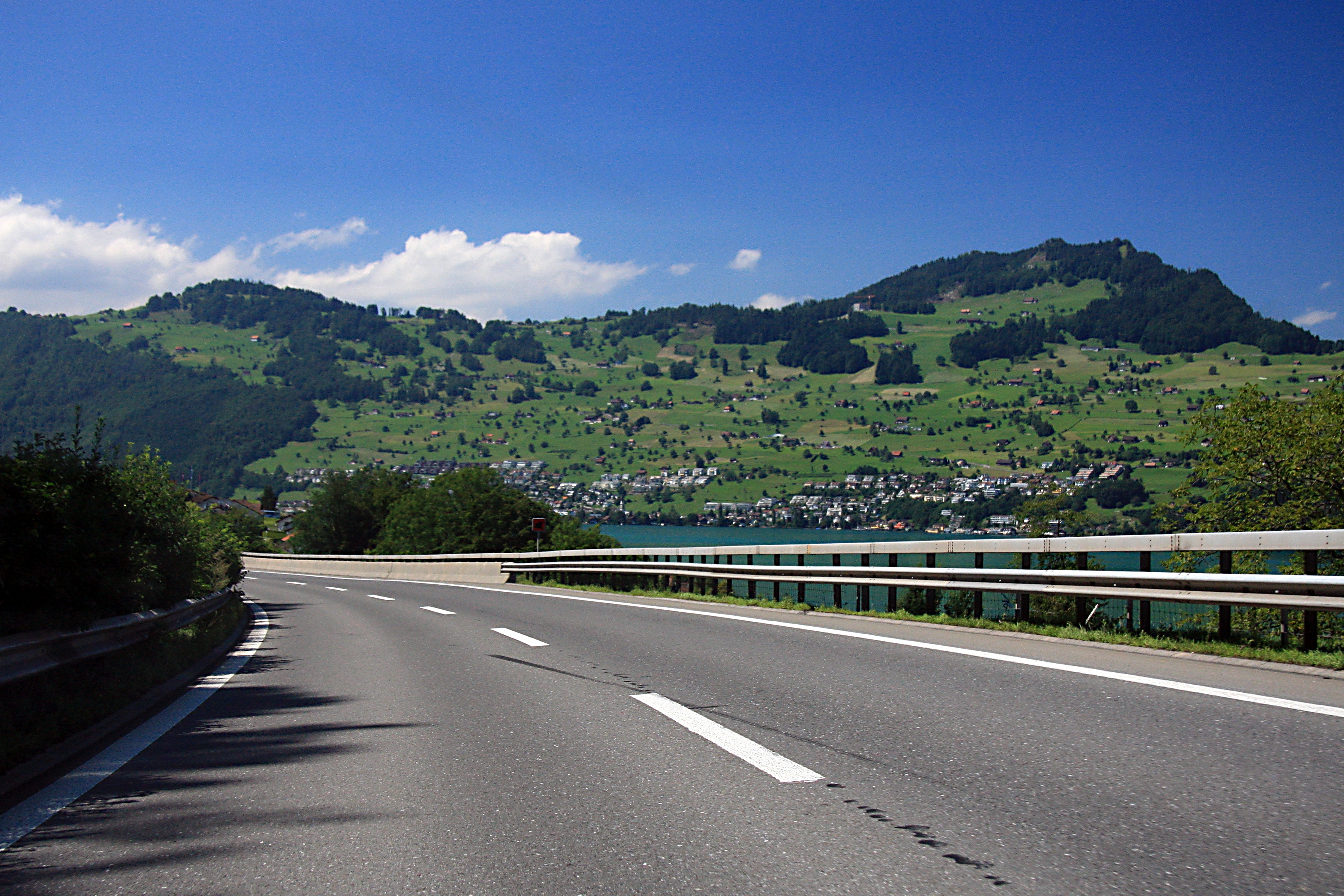
ニトヴァルデン準州にて
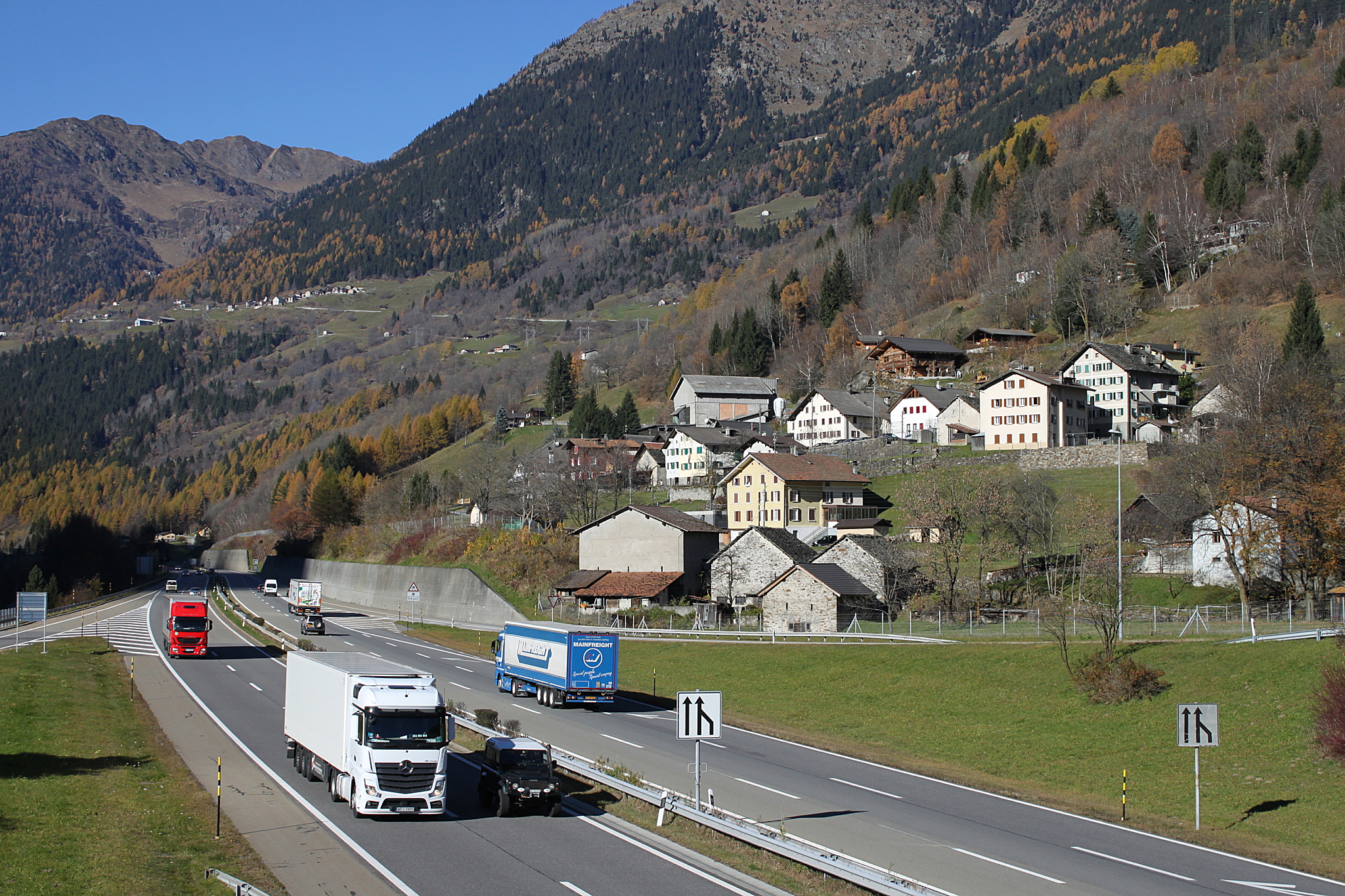
ティチーノ州にて
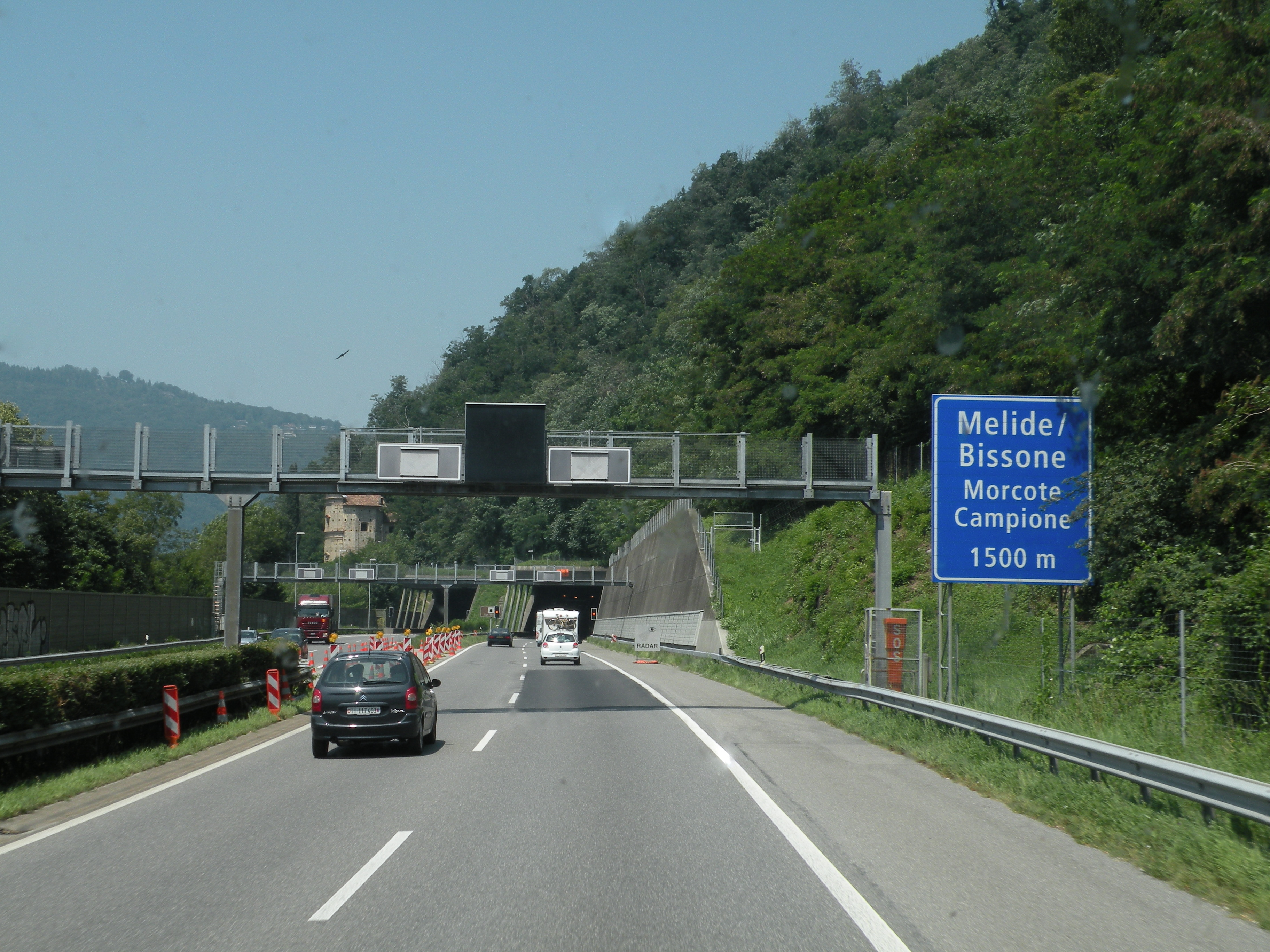
ルガーノ付近

## 歴史

### 背景
ゴッタルド峠を通るアルプスの山道は「Adula Mons（険しい山）」や「Mons Tremor（身震いの山）」などと呼ばれ、古代ローマの時代から交易や軍事に利用されてきた。しかしそうは言ってもシェレネン渓谷が非常に難所であったため、地理的重要性は長い間、比較的低いままであった。
アルプスの山道の重要性が高まったのは中世、特に渓谷に最初の悪魔の橋が架かった1230年以降のことであった。1595年には二番目の橋が建設され、1831年、ついにゴッタルド峠に駅馬車のための最初の舗装道路が敷かれた。しかしながら、鉄道の開通、さらに1882年のゴッタルド鉄道トンネルの完成によって駅馬車はその使命を終えた。アルプスの山道は再びその重要性を失ってしまったのである。こうして1895年に初めて自動車がゴッタルド峠を超えて以来、アルプスの山道における新しい自動車道路の建設は1953年まで行われなくなる。

### ルツェルンでの建設
1955年6月11日に「ルツェルン＝南幹線道路（Ausfallstrasse Luzern-Süd）」が開通した。これが今日のA2の前身であり、さらにスイスの高速道路の前身となる。この路線はアイヒホーフ（現ルツェルン＝クリエンツジャンクション）からエネットル（現ホルフ）を結び、ルツェルン南部の郊外の街、ホルフへのバイパスとして役立った。ただし今の基準と比べれば、インターチェンジは非常に短く路面表示もないうえに、硬路肩やガードレールといった安全設備も備えていなかった。また横断歩道や自転車用車線も道の両側にあり、立体交差は全く存在しなかった。
1958年、国による全国的な高速道路網の建設を求める国民投票が可決された。背景には経済成長によって民間のインフラ投資が急速に活発化したことがある。こうして1960年6月21日、国土を東西に横断する軸となる路線、N1（Nationalstrasse1、後のA1）が計画された。これはジュネーヴからローザンヌ、ベルン、チューリッヒを経由してボーデン湖まで到達する予定だった。しかし一方でバーゼルからキアッソを結ぶような南北の軸となる路線は計画されておらず、連邦議会がゴッタルドにおけるトンネル建設と高速道路網の拡張を最終的に決定したのは、1960年に設置されたワーキンググループの推薦を得た後の、1965年のことであった。こうしてN2（Nationalstrasse2）の建設計画が始動した。ゴッタルドのトンネルは現在「ゴッタルド道路トンネル」と呼ばれ、ゲシェネンからアイロロを貫通している。

### 1960年代のN2の建設
1965年にルツェルン＝南幹線道路に直結するヘルギスヴィール-シュタンスシュタートの区間が開通し、1969年にシュタンス、1970年にブオクス、1974年にはベッケンリートまでと、徐々に延伸されていった。
ティチーノ州の各区間は1960年代までに完成した。ルガーノの北部及び南部から州都ベッリンツォーナのバイパスとしてキアッソのイタリア国境地域へと延伸された。さらに1969年にN3（現在のA3）の一部としてバーゼル-アウクスト区間が開通した。
アウクストからへルキンゲンの間にあるジュラ地域の区間はベルヒェントンネルを中心に構成されている。この全長約3kmのトンネルは1963年から1970年にかけて建設され、A2の当該区間とともに同年12月に開通した。

### 1970年以降の完成までの道のり
1970年5月5日にゴッタルド道路トンネルが公式に建設を開始され、10年後の1980年9月5日の午後5時に開通した。1970年代にはアルトドルフからの北側のフィーダー路線も建設された。
同時に1971年からは全長9.3kmのゼーリスベルクトンネルの建設も始まり、同じく1980年に開通した。南にあるゴッタルド道路トンネルと違い、2本のトンネルが造られたため、これによりN2のこの区間は完全に4車線の高速道路となった。このトンネルによりニトヴァルデン準州とウーリ州、ひいてはスイス高原とゴッタルド峠が結ばれることになった。西側の出口は全長3km超のベッケンリート＝レーネン高架橋に繋がっており、建設当時はスイスで最も長い橋梁であった。しかしこの記録は4年後にイヴェルドンにできたA5の高架橋に塗り替えられた。この区間の開通によってN2のルツェルンとゴッタルドトンネルの間の区間が完成した。
1971年から1974年にかけてバーゼル市内の路線が整備された。
1980年及び1981年にヴィッガータールジャンクションからルツェルン州のエンメン＝北までが開通した。また1980年にはドイツのA5に接続するバーゼルのヴァイル・アム・ライン国境検問所が設置された。
1980年から1986年にかけてレヴェンティーナ地区のアイロロからベッリンツォーナ間が建設され、また1983年にモンテ・チェネリを通るルートが完成するとA2の全線が開通することとなった。特にレヴェンティーナ地区では長い間高速道路の建設が反対されていたため、多くのコストと時間を要した。これによって多数のトンネルや高架橋建設が余儀なくされ、特にビアシーナ高架橋（ドイツ語版）は標高100mの地点に建設されたため、現在スイスで二番目に標高の高い建造物になっている。
1996年に路線ナンバリングが変更され、「N2」から「A2（Autobahn2）」に呼称が変更された。

## 行程
- 計画段階の新規インターチェンジおよびジャンクションは含まれていない。
- 接続路線名の特記がないものはアウトバーンと基幹道路以外。

| アウトバーン 2の行程一覧表 | アウトバーン 2の行程一覧表 | アウトバーン 2の行程一覧表                                                                                     | アウトバーン 2の行程一覧表                 | アウトバーン 2の行程一覧表 |
| IC 番号                    | 施設名                     | 施設名 | 接続路線名                                 | 州                         |
| -------------------------- | -------------------------- | --- | ------------------------------------------ | -------------------------- |
| --                         | 国境                       | ヴァイル・アム・ライン/クラインヒューニンゲン出入国審査検問所 Grenzübergangsstelle Weil am Rhein/Kleinhüningen | フライブルク方面                           | バーゼル＝シュタット準州   |
| 1a                         | インターチェンジ           | バーゼル＝ラインハーフェン Basel-Rheinhafen                                                                    | --                                         | バーゼル＝シュタット準州   |
| 1                          | ジャンクション             | ヴィーゼ分岐点 Verzweigung Wiese                                                                               | アウトバーン 3                             | バーゼル＝シュタット準州   |
| 1                          | インターチェンジ           | バーゼル＝クラインヒューニンゲン Basel-Kleinhüningen                                                           | --                                         | バーゼル＝シュタット準州   |
| 2                          | インターチェンジ           | バーゼル＝バーディシャー・バーンホーフ Basel-Badischer Bahnhof                                                 | --                                         | バーゼル＝シュタット準州   |
| 3                          | インターチェンジ           | バーゼル＝ヴェットシュタイン Basel-Wettstein                                                                   | --                                         | バーゼル＝シュタット準州   |
| 4                          | インターチェンジ           | バーゼル＝ブライテ Basel-Breite                                                                                | --                                         | バーゼル＝シュタット準州   |
| 5                          | インターチェンジ           | バーゼル＝南/市街地 Basel-Süd / City                                                                           | 基幹道路2号線 基幹道路12号線               | バーゼル＝シュタット準州   |
| 6                          | ジャンクション             | ハークナウ分岐点 Verzweigung Hagnau                                                                            | 基幹道路3号線 基幹道路7号線 基幹道路18号線 | バーゼル＝シュタット準州   |
| 6                          | インターチェンジ           | バーゼル＝ザンクト・ヤーコップ Basel-St. Jakob                                                                 | --                                         | バーゼル＝シュタット準州   |
| 7                          | インターチェンジ           | プラッテルン Pratteln                                                                                          | --                                         | バーゼル＝ラント準州       |
| 8                          | インターチェンジ           | リースタール Liestal                                                                                           | アウトバーン 22                            | バーゼル＝ラント準州       |
| 9                          | ジャンクション             | アウクスト分岐点 Verzweigung Augst                                                                             | アウトバーン 3                             | バーゼル＝ラント準州       |
| 10                         | インターチェンジ           | アーリスドルフ Arisdorf                                                                                        | --                                         | バーゼル＝ラント準州       |
| 11                         | インターチェンジ           | ジッサッハ Sissach                                                                                             | 基幹道路2号線                              | バーゼル＝ラント準州       |
| 12                         | インターチェンジ           | ディークテン Diegten                                                                                           | --                                         | バーゼル＝ラント準州       |
| 13                         | インターチェンジ           | エップティンゲン Eptingen                                                                                      | --                                         | バーゼル＝ラント準州       |
| 14                         | インターチェンジ           | エーガーキンゲン Egerkingen                                                                                    | 基幹道路5号線                              | ゾロトゥルン州             |
| 15                         | ジャンクション             | ヘルキンゲン分岐点 Verzweigung Härkingen                                                                       | アウトバーン 1                             | ゾロトゥルン州             |
| 16                         | インターチェンジ           | ロートリスト Rothrist                                                                                          | --                                         | アールガウ州               |
| 17                         | ジャンクション             | ヴィガータール分岐点 Verzweigung Wiggertal                                                                     | アウトバーン 1                             | アールガウ州               |
| 18                         | インターチェンジ           | ライデン Reiden                                                                                                | --                                         | ルツェルン州               |
| 19                         | インターチェンジ           | ダークメルゼレン Dagmersellen                                                                                  | 基幹道路2a号線                             | ルツェルン州               |
| 20                         | インターチェンジ           | ズルゼー Sursee                                                                                                | 基幹道路24号線                             | ルツェルン州               |
| 21                         | インターチェンジ           | ゼンパッハ Sempach                                                                                             | --                                         | ルツェルン州               |
| 22                         | インターチェンジ           | ローテンブルク Rothenburg                                                                                      | --                                         | ルツェルン州               |
| 23                         | インターチェンジ           | エンメン＝北 Emmen-Nord                                                                                        | --                                         | ルツェルン州               |
| 24                         | ジャンクション             | ロートゼー分岐点 Verzweigung Rotsee                                                                            | アウトバーン 14                            | ルツェルン州               |
| 25                         | インターチェンジ           | エンメン＝南 Emmen-Süd                                                                                         | --                                         | ルツェルン州               |
|                            | インターチェンジ           | 整備車専用出入口 Betriebsanschluss                                                                             | --                                         | ルツェルン州               |
| 26                         | インターチェンジ           | ルツェルン＝中央 Luzern-Zentrum                                                                                | --                                         | ルツェルン州               |
| 27                         | インターチェンジ           | ルツェルン＝クリエンツ Luzern-Kriens                                                                           | 基幹道路2a号線                             | ルツェルン州               |
| 28                         | インターチェンジ           | ホルフ Horw | --                                         | ルツェルン州               |
| 29                         | インターチェンジ           | ヘルギスヴィル Hergiswil                                                                                       | 基幹道路4号線                              | ニトヴァルデン準州         |
| 30                         | ジャンクション             | ロッパー分岐点 Verzweigung Lopper                                                                              | アウトバーン 8                             | ニトヴァルデン準州         |
| 30                         | インターチェンジ           | ヘルギスヴィル Hergiswil                                                                                       | --                                         | ニトヴァルデン準州         |
| 31                         | インターチェンジ           | シュターンスシュタート Stansstad                                                                               | --                                         | ニトヴァルデン準州         |
| 32                         | インターチェンジ           | シュターンス＝北 Stans-Nord                                                                                    | --                                         | ニトヴァルデン準州         |
| 33                         | インターチェンジ           | シュターンス＝南 Stans-Süd                                                                                     | --                                         | ニトヴァルデン準州         |
| 34                         | インターチェンジ           | ブオヒス Buochs                                                                                                | --                                         | ニトヴァルデン準州         |
| 35                         | インターチェンジ           | ベッケンリート Beckenried                                                                                      | --                                         | ニトヴァルデン準州         |
| --                         | ジャンクション             | アルトドルフ分岐点 Verzweigung Altdorf                                                                         | アウトバーン 4                             | ウーリ州                   |
| 37                         | インターチェンジ           | エルストフェルト Erstfeld                                                                                      | 基幹道路2号線                              | ウーリ州                   |
| 38                         | インターチェンジ           | アムシュテーク Amsteg                                                                                          | 基幹道路2号線                              | ウーリ州                   |
| 39                         | インターチェンジ           | ヴァッセン Wassen                                                                                              | 基幹道路2号線                              | ウーリ州                   |
| 40                         | インターチェンジ           | ゲシェネン Göschenen                                                                                           | 基幹道路2号線                              | ウーリ州                   |
| --                         | 終点                       | ゴットハルト・トンネル北門 Gotthardtunnel Nordportal                                                           | 自動車道A2号線                             | ウーリ州                   |
| --                         | 起点                       | ゴットハルト・トンネル南門 Galleria del San Gottardo portale di sud                                            | 自動車道A2号線                             | ティチーノ州               |
| 41                         | インターチェンジ           | アイローロ Airolo                                                                                              | --                                         | ティチーノ州               |
| 42                         | インターチェンジ           | クィント Quinto                                                                                                | 基幹道路2号線                              | ティチーノ州               |
| 43                         | インターチェンジ           | ファイド Faido                                                                                                 | 基幹道路2号線                              | ティチーノ州               |
| 44                         | インターチェンジ           | ビャスカ Biasca                                                                                                | --                                         | ティチーノ州               |
| 45                         | ジャンクション             | ベッリンツォーナ＝北分岐点 Diramazione Bellinzona-Nord                                                         | アウトバーン 13                            | ティチーノ州               |
| 47                         | インターチェンジ           | ベッリンツォーナ＝南 Bellinzona-Sud                                                                            | 基幹道路2号線                              | ティチーノ州               |
| 48                         | インターチェンジ           | リヴェーラ Rivera                                                                                              | 基幹道路2号線                              | ティチーノ州               |
| 49                         | ジャンクション             | ルガーノ＝北分岐点 Diramazione Lugano-Nord                                                                     | --                                         | ティチーノ州               |
| 50                         | インターチェンジ           | ルガーノ＝南 Lugano-Sud                                                                                        | --                                         | ティチーノ州               |
| 51                         | インターチェンジ           | メリーデ/ビッソーネ Melide/Bissone                                                                             | 基幹道路2号線                              | ティチーノ州               |
| 52                         | ジャンクション             | メンドリーショ分岐点 Diramazione Mendrisio                                                                     | --                                         | ティチーノ州               |
| 53                         | インターチェンジ           | キャッソ Chiasso                                                                                               | 基幹道路2号線                              | ティチーノ州               |
| 54                         | インターチェンジ           | キャッソ＝中央 Chiasso-Centro                                                                                  | 基幹道路2号線                              | ティチーノ州               |
| --                         | 国境                       | キャッソ/コーモ出入国審査検問所 Passaggio di frontiera Chiasso/Como                                            | ミラノ方面                                 | ティチーノ州               |